# Людина-павук: Навколо всесвіту
«Людина-павук: Навколо всесвіту» (англ. Spider-Man: Into the Spider-Verse) — американський супергеройський анімаційний фільм, оснований на коміксах Marvel Comics про Майлза Моралеса. Вийшов на Columbia Pictures і Sony Pictures Animation, дистриб'ютори — Sony Pictures Releasing у США та B&H Film Distribution Company в Україні.
За сюжетом, підліток з Нью-Йорка Майлз Моралес випадково здобуває ті ж сили, що й Людина-павук Пітер Паркер. Супергерой покладає на Майлза завдання захистити місто від експериментів групи лиходіїв. Через них з інших світів прибувають кілька версій Людини-павука. Майлзу належить об'єднати з ними зусилля, щоб врятувати місто та стати справжнім героєм.
Прем'єра фільму «Людина-павук: Навколо всесвіту» відбулася 13 грудня 2018 року. Згодом було оголошено студією про розробку сиквела та декількох спін-оффів.
Як «Кращий анімаційний фільм» фільм «Людина-павук: Навколо всесвіту» нагороджений преміями «Оскар», «Золотий глобус», «Бафта» і «Вибір критиків». На 1 березня 2024 року мультфільм займав 65-ту позицію у списку 250 кращих фільмів за версією IMDb.

## Сюжет
Пітер Паркер, що в костюмі Людини-павука рятує своє місто, пишається власною славою. Він розповідає як долав багатьох лиходіїв, описав це в коміксах, і що він — єдина й неповторна Людина-павук.
Тим часом школяр Майлз Моралес переходить до нової елітної школи. Його батько Джефферсон працює поліцейським і помічає, що син розклеює на вулиці наліпки. Він підбирає Майлза дорогою до школи і везе у поліцейському авто, наставляючи стати відповідальнішим. Також він згадує Людину-павука зі словами, що справжні герої не ховають свого обличчя. Майлз вважає батькову опіку обузою, а навчання в новій школі — помилкою. Тож хлопець зумисне завалює іспити, проте вчителька розуміє, що аби написати всі відповіді неправильно, треба знати правильні. Майлз лишається вчитись і знайомиться з дівчиною на ім'я Ванда (втім, вона представляється як Ґванда на «африканський» манер).
Хлопець вирушає зі своїм розбишакуватим дядьком Аароном Девісом розмалювати стіни в метро графіті. Там Майлза кусає павук, що наділяє його надлюдськими здібностями. Спершу той не помічає змін, але в школі його рука міцно прилипає до волосся Ванди, а потім і до різних поверхонь. Майлз розуміє, що тепер може лазити по стінах. Він знаходить комікс про Людину-павука та здогадується, що став таким же, як Пітер Паркер. Майлз повертається в метро дослідити павука та знаходить прохід до лабораторії. Там Пітер Паркер саме бореться з Зеленим Гобліном і Бродягою. Лиходії прикривають портал до іншого світу, який створив з допомогою колайдера Вілсон Фіск аби перенести звідти своїх дружину й сина, котрі загинули в цьому світі. Пітер з Зеленим Гобліном потрапляють в промінь часток, що перевантажує пристрій і він вибухає. Поранений Пітер доручає Майлзу зупинити Фіска та вручає ключ від колайдера, інакше при повторному ввімкненні вибухне все місто. Вілсон наказує Бродязі вбити Пітера, а Майлз тікає.
Майлз повертається до батьків, удома він дізнається з новин, що Пітер справді загинув. Хлопець купує собі костюм Людини-павука і тренується стати захисником міста. Випадково він розбиває ключ, але зустрічає іншого Пітера Паркера (Пітера Б. Паркера). Той виявляється не таким успішним, як загиблий, і розчарованим у житті, проте має ті ж деталі біографії. Б. Паркер розповідає як нещодавно потрапив у портал і перенісся зі свого світу до цього. Майлз просить навчити його бути героєм, той спершу відмовляється, але дізнавшись про колайдер, погоджується допомогти.
Пітер Б. Паркер вирушає викрасти дані з лабораторії, що можуть допомогти зупинити колайдер. Майлз пробирається слідом і виявляє здатність ставати невидимим. Він завантажує дані, поки Пітер Б. відволікає вчену Олівію Октавіус. Та Олівія здогадується, що перед нею прибулець з іншого світу та ув'язнює Паркера для дослідів. Вона виявляється Доктором Восьминогом, обладнаним штучними щупальцями. Не знайшовши потрібних файлів, Майлз викрадає весь комп'ютер, чим видає себе. Октавія переслідує його, а Пітер Б. звільняється і з Майлзом тікає з лабораторії.
Олівії вдається наздогнати втікачів і забрати комп'ютер. Однак на допомогу приходить Спайдер-Ґвен — Ванда з іншого паралельного світу, котра і є тамтешньою Людиною-павуком. Виявляється, насправді її звати Ґвен, вона перенеслася не лише між світами, а й у часі, і це її Майлз зустрів у школі. Ґвен радить де зробити новий ключ — в тітки Мей. Під її будинком виявляється сховище, куди вже прибули троє інших Людей-павуків: Нуар Людина-павук з чорно-білого детективу, анімешна дівчинка Пені Паркер з її роботом з павуком усередині, і Свин-павук з комедійного мультиплікаційного світу. Майлз обіцяє повернути всіх до їхніх світів. Герої не вірять, що той здатний на це, а тим часом Пені створює новий ключ.
Пригнічений Майлз блукає містом і помічає, що його шукає Бродяга. Коли той знімає маску, Майлз бачить, що це Аарон. Майлз повертається з цією новиною до тітки Мей, але слідом прибувають Доктор Восьминіг з Бродягою, Скорпіоном і Надгробоком. Бродяга намагається вбити Майлза та забрати ключ, але спиняється, побачивши, що це його небіж. Тоді Вілсон застрелює Бродягу. Джефферсон хоче заарештувати Майлза, не знаючи, що це його син, але той стає невидимим і тікає. Думаючи, що Людина-павук убив Аарона, Джефферсон оголошує його в розшук.
Інші Павуки знаходять Майлза та розповідають, що всі вони втратили когось із близьких і це їх об'єднує. Пітер Б. Паркер вирішує повернути всіх, адже Майлз не готовий бути героєм. Він зв'язує хлопця павутиною і забирає ключ. Наостанок він каже, що героями стають тоді, коли вірять у себе. Батько каже Майлзу з-за дверей, що вимогливий, бо вірить, що син має великий потенціал. Ці слова надихають Майлза, він звільняється і вирушає до тітки Мей. Там він бере костюм Пітера Паркера, перефарьовує його в чорний колір, та прямує до колайдера.
Павуки прибувають до штаб-квартири Вілсона, де той лицемірно влаштовує бал на пам'ять про Пітера. Герої проникають туди під виглядом офіціантів (всі вони носять маски Людини-павука). Олівія вмикає колайдер, через що різні світи перетинаються. Люди-павуки розуміють, що потрапили в засідку, де чекають стрільці та сама Олівія зі Скорпіоном і Надгробком. Лиходійка мало не вбиває Пітера Б., але тут на допомогу приходить Майлз. Герої долають поплічників Вілсона, проте Скорпіон виводить з ладу робота Пені. Майлз забирає в Пітера Б. ключ і вставляє його в роз'єм, коли Вілсон вже майже витягнув двійників своїх рідних. Люди-павуки прощаються і вирушають у свої світи, лишається лише натиснути кнопку аби вимкнути портал. Тільки Паркер Б. не встигає, бо йому на заваді стає Вілсон. Майлз кидає Пітера в портал і сходиться в поєдинку з Вілсоном. Намагаючись убити Людину-павука, лиходій губить дружину з сином. Розлючений, він б'є Майлза, проте поряд опиняється Джефферсон. Він пересвідчується, що Людина-павук не міг бути вбивцею і закликає героя не здаватись. Той підводиться і жбурляє Вілсона в панель керування колайдером. Портал вимикається та спалахує, зруйнувавши лабораторію.
Майлз приходить до батька в костюмі, дякує йому та лишає для поліції зв'язаного Вілсона. Майлз лишається в школі, береться рятувати людей як нова Людина-павук і проводить більше часу з батьком. У своїх світах Пені ремонтує робота, Нуар-павук тішиться прихопленим кубиком Рубика — єдиною кольоровою річчю в його світі, Свин розважається, Пітер Б. відновлює стосунки з Мері Джейн. Ґвен згадує дні, проведені з Майлзом і таємничим чином кличе його.
Після титрів Людина-павук 2099 отримує браслет, який дозволяє вільно подорожувати між світами. Він починає подорож зі світу мультсеріалу 1967 року, де зустрічає тамтешнього Людину-павука, повторюючи ситуацію з інтернет-мему.

## Актори
| Актор                      | Роль                                                 |
| -------------------------- | ---------------------------------------------------- |
| Шамейк Мур                 | Майлз Моралес / Людина-павук                         |
| Джейк Джонсон              | Пітер Б. Паркер / Людина-павук                       |
| Гейлі Стайнфельд           | Ґвен Стейсі / Спайдер-Ґвен                           |
| Лев Шрайбер                | Вілсон Фіск / Кінґпін                                |
| Кетрін Ган                 | Доктор Восьминіг (Олівія Октавіус)                   |
| Ніколас Кейдж              | Нуар Людина-павук                                    |
| Джон Малейні               | Пітер Поркер / Свин-павук                            |
| Кіміко Гленн               | Пені Паркер                                          |
| Лорен Велес                | Ріо Моралес                                          |
| Магершала Алі              | Бродяга / Аарон Девіс                                |
| Браян Тайрі Генрі          | Джефферсон Девіс                                     |
| Лілі Томлін                | Мей Паркер                                           |
| Кріс Пайн                  | Пітер Паркер / Людина-павук (версія зі світу Майлза) |
| Зої Кравітц                | Мері Джейн Вотсон                                    |
| Йорма Такконе              | Зелений гоблін                                       |
| Хоакін Козіо               | Скорпіон                                             |
| Марвін «Крондон» Джонс III | Надгробок                                            |
| Лейк Белл                  | Ванесса Фіск                                         |
| Оскар Айзек                | Міґель О'Гара / Людина-павук 2099 (камео)            |
| Стен Лі                    | продавець костюмів (камео)                           |

## Виробництво

### Розробка
У листуванні співголови Sony Pictures Entertainment Емі Паскаль і президента компанії Дуга Белграда, оприлюдненої в результаті злому серверів Sony в листопаді 2014 року, говорилося, що компанія планувала «омолодити» франшизу «Людина-павук», створивши анімаційну комедію з Філом Лордом і Крістофером Міллером. Подальше обговорення проєкту керівництвом Sony передбачалося в рамках дискусії про декількох фільмах-спін-офах Людини-павука на зустрічі в січні 2015 року. Під час заходу CinemaCon у квітні 2015 року голова Sony Pictures Тому Ротман анонсував вихід анімаційного Людини-павука 20 липня 2018 року. Виробництвом фільму зайнялися Філ Лорд, Кріс Міллер, Аві Арад, Метт Толмак і Емі Паскаль; Лорд і Міллер також відповідали за написання чорновій версії сценарію. Ротман заявив, що анімаційний фільм «співіснуватиме» з фільмами серії «Людина-павук», хоча за словами представників Sony, він «буде існувати незалежно від проєктів про Людину-павука живої дії».
До червня 2016 у Філа Лорда був готовий сценарій фільму, а Боб Персичетти взявся за постановку. Міллер сказав, що фільм буде відрізнятися від попередніх фільмів серії «Людина-павук» і буде самодостатнім. У січні 2017 року на презентації своїх майбутніх анімаційних проєктів Sony підтвердила поширені раніше чутки про те, що фільм зосередиться на версії «Людини-павука» Майлза Моралеса.Пітер Ремзі до того моменту став співавтором фільму. В наступному місяці до проєкту приєднався Алекс Гірш, а Крістіна Стейнберг замінила Толмака як продюсера. Лорд і Міллер оголосили в грудні, що мультфільм буде назватися «Людина-павук: Крізь всесвіти», і розповіли, що в ньому з'явиться кілька Людей-павуків. До того часу Родні Ротман також підключився до виробництва.

### Саундтрек
Деніел Пембертон був оголошений композитором фільму в липні 2018 року. Повний альбом із саундтреками вийшов на Republic Records 14 грудня, у день виходу фільму, і був складений так, аби показати, що слухав би такий підліток, як Майлз Моралес. Виконавці саундтреку включають Джейдена Сміта, Нікі Мінаж, Ліл Вейн, Пост Малоун, Ty Dolla $ign, Джус WRLD, Све Лі, Ski Mask the Slump God, Вінса Стейплза, Тутмоса та покійного XXXTentacion, який рекламувався як спеціальний гість у пісні Lil Wayne і Ty Dolla $ign «Scared Of The Dark». Окремий альбом, що містить партитуру Пембертона, вийшов на Sony Classical Records 17 грудня. 20 грудня Sony Pictures Animation анонсувала розширений ігровий альбом «A Very Spidey Christmas», оснований на жарті на початку фільму, який складається з п'яти різдвяних пісень, які виконують учасники Шеймейк Мур, Джейк Джонсон і Кріс Пайн. Він вийшов на цифрових платформах наступного дня.

### Маркетинг
Тридцятисекундний уривок, показаний на презентації Sony Animation в січні 2017 року, підтвердив, що фільм сфокусується на особі Майлза Моралеса. На думку Скотта Мендельсона з Forbes кадри «виглядають неймовірно стилізованими і нагадують щось середнє між картинкою Алекса Росса і психоделічною обкладинкою коміксів». Але найважливішою частиною презентації все ж стало підтвердження персонажа Моралеса, що означало вихід в 2018 році ще одного повнометражного фільму про темношкірого героя на додачу до «Чорної Пантери» Marvel. Трейлер мультфільму спершу показали на Comic Con Experience 2017, а після виклали на YouTube. Кріс Кебін з сайту Collider висловився, що трейлер «виглядає краще, ніж могло знадобитися. Стиль і дизайн… енергійний, моментально захопливий на візуальному рівні, який засвідчує щире особисте залучення у виробництво». Джулія Мансі у блозі io9 назвала дизайн трейлера «елегантним» і «свіжим», зазначивши музику Вінса Стейплса, чия музика також звучала в трейлерах «Чорної Пантери». 6 червня вийшов другий трейлер, в ньому були представлені Пітер Паркер і Ґвен Стейсі.

## Сприйняття

### Відгуки
На сайті Rotten Tomatoes фільм отримав 97 % схвальних рецензій критиків із середньою оцінкою 8,80/10. Фільм схвалили 94 % пересічних глядачів. Консенсус критиків стверджує: «„Людина-павук: Навколо всесвіту“ поєднує сміливу розповідь із вражаючою анімацією для суцільно приємних пригод із серцем, гумором і великою кількістю супергеройської дій». На Metacritic фільм має середню оцінку 87 зі 100 на основі відгуків 50 критиків, що вказує на «загальне визнання».
Ентоні Олівер Скотт із газети «The New York Times» описав, що фільм достатньо самостійний, щоб сприйматися у відриві від решти кіновсесвіту Marvel. Сюжет в міру складний і швидко розвивається, зупиняючись на пустотливі та емоційні моменти. Але крім того «Можливо, це перший повнометражний фільм про Людину-павука, який можна назвати чудовим нью-йоркським фільмом, заснованим на житті міста, а не на застарілих стереотипах».
За словами Браяна Лорурі з CNN, фільм слугує «любовною одою коміксам, включаючи данину пам'яті творцям Людини-павука Стену Лі та Стіву Дітко», при цьому «віддзеркалюючи частину зухвалості, яка визначила фільми про Дедпула».
Девід Ерліх відгукнувся на сайті «IndieWire», що «Людина-павук: Навколо всесвіту» повністю оживляє жанр, коли здавалося, що «Війна нескінченності» може стати кульмінацією культурного феномену Marvel, а смерть Стена Лі символізує кінець епохи. Фільми про супергероїв захоплюють ідеєю, що будь-хто можуть стати супергероями. «Людина-павук: Навколо всесвіту» розширює цю думку і стає одночасно найрозумнішим і найпривабливішим фільм про супергероїв за довгий час.
Оглядач сайту MRPL City Іван Синєпалов розташував стрічку на 8 місці у переліку найкращих фільмів, що вийшли в український прокат у 2018 році. На його думку, «унікальна анімація мультфільму дуже точно перекладає мовою кіно мову коміксів — настільки, наскільки це взагалі можливо».

### Нагороди та номінації
| Список нагород та номінацій                            | Список нагород та номінацій | Список нагород та номінацій                | Список нагород та номінацій    | Список нагород та номінацій | Список нагород та номінацій |
| Кінофестиваль/Кінопремія                               | Рік                         | Категорія                                  | Номінант(и)                    | Результат                   | Дж                          |
| ------------------------------------------------------ | --------------------------- | ------------------------------------------ | ------------------------------ | --------------------------- | --------------------------- |
| Премія Спільноти кінокритиків Нью-Йорка                | 2018                        | Найкращий анімаційний фільм                | Людина-павук: Навколо всесвіту | Перемога                    |                             |
| Премія «Золотий глобус» за найкращий анімаційний фільм | 2019                        | Найкращий анімаційний фільм                | Людина-павук: Навколо всесвіту | Перемога                    |                             |
| Премія БАФТА                                           | 10.02.2019                  | Найкращий повнометражний анімаційний фільм | Людина-павук: Навколо всесвіту | Перемога                    | [ 25 ]                      |
| Премія «Оскар»                                         | 24.02.2019                  | Найкращий анімаційний повнометражний фільм | Людина-павук: Навколо всесвіту | Перемога                    | [ 26 ]                      |